# Ellen Pompeo

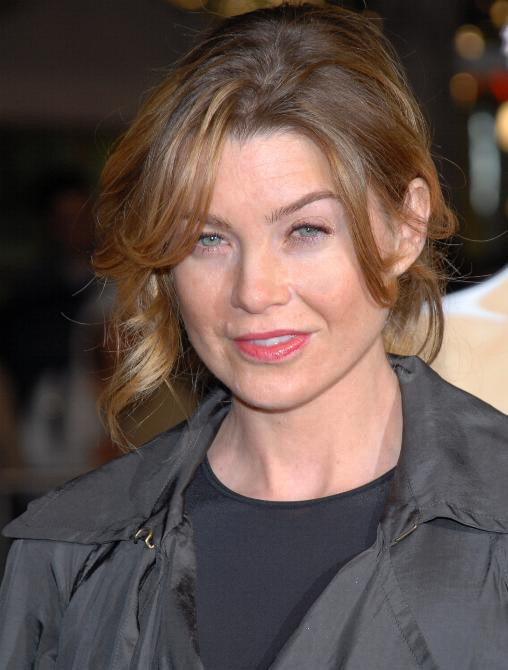
Ellen Pompeo, 2008

Ellen Kathleen Pompeo (* 10. November 1969 in Everett, Massachusetts) ist eine US-amerikanische Schauspielerin. Bekannt wurde sie durch ihre Rolle als Dr. Meredith Grey in der Fernsehserie Grey’s Anatomy.

## Biografie

### Kindheit
Pompeo wuchs in New Yorks Upper West Side auf. Später zog sie nach Miami, wo sie als Kellnerin arbeitete. Ihr Großvater stammt aus Gesualdo, einem Dorf in der italienischen Provinz Avellino. Ihre Mutter starb, als Pompeo noch ein Kleinkind war. 1996 wurde sie von einem Agenten in einer Bar in New York bei der Arbeit angesprochen, ob sie nicht Werbeaufnahmen machen wolle. So kam sie zu Auftritten in Spots unter anderem für die Citibank und L’Oréal.

### Karriere
Entschlossen, eine erfolgreiche Schauspielkarriere zu starten, zog sie 2001 nach Los Angeles. Zum Wendepunkt ihrer Karriere wurde das Jahr 2002, als Regisseur Brad Silberling sie für eine Rolle in seinem Film Moonlight Mile castete. Einen weiteren Auftritt hatte sie in der Comic-Verfilmung Daredevil als Sekretärin von Matt Murdock (gespielt von Ben Affleck), doch schafften es die meisten ihrer Szenen nicht in die Kinofassung des Films. In Vergiss mein nicht! verkörperte sie Naomi, die Ex-Freundin von Joel Barish (Jim Carrey), allerdings erschien keine einzige Szene mit ihr in der Kinofassung des Films. In den Jahren 2002 und 2003 hatte Pompeo eine Rolle in der Komödie Old School – Wir lassen absolut nichts anbrennen sowie einen Gastauftritt in einer Episode der Serie Friends.
Zu ihrer ersten Hauptrolle kam sie dann in der ABC-Arztserie Grey’s Anatomy als Titelrollenfigur Meredith Grey, einer jungen Assistenzärztin in einem angesehenen Krankenhaus. Die dritte Staffel verzeichnete in den USA die höchsten Zuschauerquoten im US-Network-Fernsehen. 2007 wurde Pompeo als beste Schauspielerin in der Kategorie Drama/Serien für den Golden Globe Award nominiert. Im selben Jahr unterschrieb sie einen neuen Vertrag für Grey’s Anatomy, mit dem sich ihr Gehalt auf beinahe 200.000 US-Dollar pro Episode erhöhte.

### Privatleben
Pompeo ist seit dem 9. November 2007 mit dem Musikproduzenten Chris Ivery verheiratet; Trauzeuge war New Yorks ehemaliger Bürgermeister Michael Bloomberg. Am 15. September 2009 brachte sie eine Tochter zur Welt. Am 2. Oktober 2014 gebar eine Leihmutter ihre zweite Tochter.
Im Dezember 2016 wurde Pompeo, ebenfalls durch eine Leihmutter, Mutter eines Sohnes.

## Filmografie

### Spielfilme
- 1999: Coming Soon – Kommt sie, kommt sie nicht? (Coming Soon)
- 2000: Mambo Café
- 2000: In the Weeds
- 2002: Moonlight Mile
- 2002: Catch Me If You Can
- 2003: Daredevil
- 2003: Old School – Wir lassen absolut nichts anbrennen (Old School)
- 2003: Undermind
- 2004: Kunstraub – Art Heist (Art Heist)
- 2004: Vergiss mein nicht! (Eternal Sunshine of the Spotless Mind)
- 2005: Life of the Party

### Kurzfilme
- 1999: 8 ½ x 11
- 2000: Eventual Wife
- 2004: Nobody’s Perfect

### Fernsehserien
- 1996, 2000: Law & Order (2 Folgen, verschiedene Rollen)
- 1999: Strangers with Candy (Folge 1x08 Feather in the Storm)
- 2000: Sechs unter einem Dach (Get Real, Folge 1x20 History Lessons)
- 2001: Strong Medicine: Zwei Ärztinnen wie Feuer und Eis (Strong Medicine, Folge 1x21 Wednesday Night Fever)
- 2001: Der Job (The Job, Folge 1x06 Außer Kontrolle)
- 2004: Friends (Folge 10x11 Tränen eines Strippers)
- seit 2005: Grey’s Anatomy
- 2018, 2020, 2023: Seattle Firefighters – Die jungen Helden (Station 19, Folge 1x01, 3x16, 6x07)
- 2025: Good American Family

### Musikvideos
- 2015: Bad Blood (aus Taylor Swifts Album 1989) (Luna)[5]

## Auszeichnungen
Golden Globe Award:
- 2007: Nominierung in der Kategorie „Beste Serien-Hauptdarstellerin – Drama“ für Grey’s Anatomy

People’s Choice Awards:
- 2010: Nominierung in der Kategorie „Favorite TV Doctor“ für Grey's Anatomy
- 2011: Nominierung in der Kategorie „Favorite TV Drama Actress“ für Grey's Anatomy
- 2012: Nominierung in der Kategorie „Favorite TV Drama Actress“ für Grey's Anatomy
- 2013: Auszeichnung in der Kategorie „Favorite TV Drama Actress“ für Grey's Anatomy
- 2015: Auszeichnung in der Kategorie „Favorite TV Drama Actress“ für Grey's Anatomy
- 2016: Auszeichnung in der Kategorie „Favorite TV Drama Actress“ für Grey's Anatomy
- 2020: Auszeichnung in der Kategorie „The Female TV Star of 2020“ für Grey's Anatomy[6]

Satellite Awards:
- 2006: Satellite Award in der Kategorie „Bestes Schauspielensemble – Fernsehen“ für Grey’s Anatomy
- 2007: Satellite Award in der Kategorie „Beste Darstellerin in einer Serie – Drama“ für Grey’s Anatomy

Screen Actors Guild Awards:
- 2006: Nominierung in der Kategorie „Bestes Schauspielensemble – Drama“ für Grey’s Anatomy
- 2007: Screen Actors Guild Award in der Kategorie „Bestes Schauspielensemble – Drama“ für Grey’s Anatomy
- 2008: Nominierung in der Kategorie „Bestes Schauspielensemble – Drama“ für Grey’s Anatomy

Teen Choice Awards:
- 2005: Nominierung in der Kategorie „Choice TV Breakout Performance – Female“ für Grey’s Anatomy
- 2006: Nominierung in der Kategorie „TV – Choice Actress“ für Grey’s Anatomy